# Zwarte tinamoe
De zwarte tinamoe (Tinamus osgoodi) is een vogel uit de familie tinamoes (Tinamidae). De vogel werd in februari 1949 verzameld en in hetzelfde jaar voor het eerst geldig gepubliceerd door Henry Boardman Conover en vernoemd naar de in 1947 overleden conservator van het Field Museum of Natural History Wilfred Hudson Osgood.

## Beschrijving
Het lichaam is overwegend zwart, enkel de buik is bruin. Ze worden 40–46 cm groot. Het vrouwtje is groter dan het mannetje.

## Voorkomen
De soort telt twee ondersoorten:
- T. o. hershkovitzi: het zuidelijke deel van centraal Colombia.
- T. o. osgoodi: zuidoostelijk Peru.

## Leefgebied en leefwijze
De vogel komt voor in vochtig, natuurlijk bos op hoogten tussen de 600 en 2100 m boven zeeniveau op de west-hellingen van de oostelijke Andes. Er is niet veel bekend over de leefwijze van de zwarte tinamoe, maar men neemt aan dat ze hetzelfde eten als de andere soorten tinamoes (zaden, bloemen, vruchten, bladeren, wortels en ongewervelden).

## Voortplanting
Een nest bestaat uit ongeveer 2 blauwe, glanzende eieren.

## Status
De grootte van de populatie werd in 2019 door BirdLife International geschat op 1900 tot 4400 volwassen individuen en de populatie-aantallen nemen af door habitatverlies. Het leefgebied wordt aangetast door ontbossing waarbij natuurlijk bos wordt omgezet in gebied voor agrarisch gebruik en menselijke bewoning. Om deze redenen staat deze soort als kwetsbaar op de Rode Lijst van de IUCN.